# Clemens Carl Buff
Clemens Carl Buff (Bremen, 20 november 1853 - aldaar, 23 februari 1940) was een Duits politicus die tweemaal eerste burgemeester (Erste Bürgermeister) van de Vrije en Hanzestad Bremen is geweest.
Clemens Buff studeerde rechten en was daarna werkzaam als advocaat, notaris en koopman. Ook was hij politiek actief. Van 1892 tot 1895 was hij voor de eerste keer lid van het deelstaatparlement van Bremen. In 1895 kwam hij in de Senaat van Bremen terecht. Zowel in 1914 als in 1916 was hij tweede burgemeester (Zweite Bürgermeister) van Bremen. Van 1 januari tot 31 december 1915 en van 1 januari tot 31 december 1917 was hij eerste burgemeester van deze stadstaat. In 1919 verliet hij de Senaat en werd lid van de DNVP. Hij werd partijvoorzitter van de deelstaat Bremen en zat van 1920 tot 1927 namens de DNVP voor de tweede maal in het deelstaatparlement van Bremen.
Van 1918 tot 1933 was hij ook voorzitter van de Bremense Bürgerparkverein.
- Gemeinsame Normdatei: 1034702335
- International Standard Name Identifier: 0000 0004 0801 7771
- Virtual International Authority File: 300484820
- WorldCat: E39PBJq6TWwYp7kM7D7vqRYwYP